# Balata

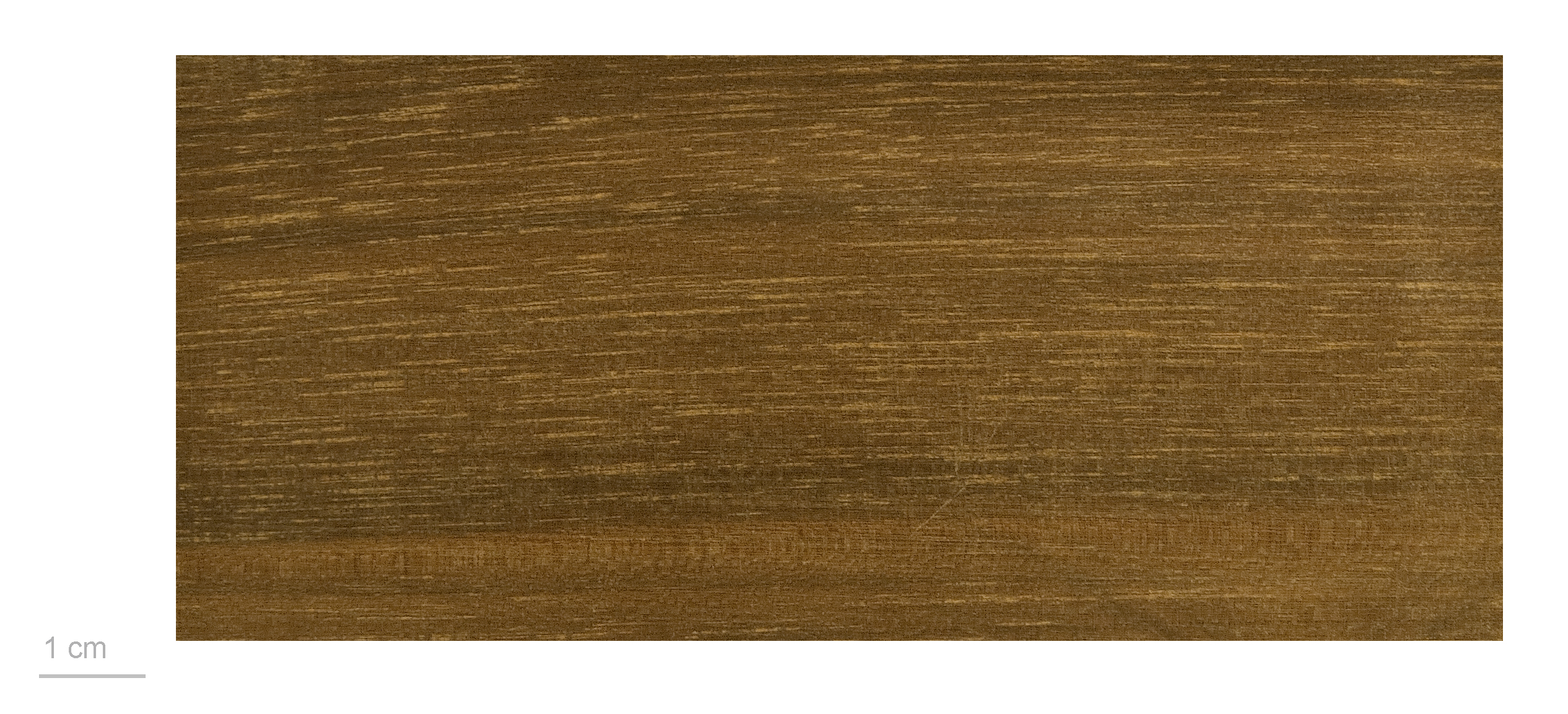
Manilkara bidentata - MHNT

Balata é o látex de uma árvore sapotácea denominada balateira ou maparajuba (Manilkara bidentata da família das Sapotáceas), comum nos estados do Norte do Brasil (Amazônia Legal), de onde se extrai uma goma elástica e visguenta semelhante ao látex da seringueira . M. G. S. D. Magalhães, contudo, em sua tese de doutorado (MAGALHÃES, 2006), afirma que a balata é extraída de uma árvore cujo gênero é Mimusopis (MAGALHÃES, 2006: p. 194 ). Com efeito, a balata pode ser obtida de duas árvores sapotáceas, Mimusopis amazonica e Manilkara bidentata (SILVA, 2007: p. 153) .  

## Extração e beneficiamento
A balata é utilizada por índios da Amazônia na produção de objetos como adornos, utensílios e urnas funerárias. Como aconteceu com outros indígenas, de diversas etnias autóctones, os Macuxi, do baixo Rio Branco, por exemplo, no início do século XIX, com a expansão da exploração da borracha (Hevea brasiliensis), do caucho (Castilloa ulei) e da balata (Manilkara bidentata / Mimusopis amazonica), foram arregimentados - na época dos assim chamados "descimentos" (aldeamentos de índios, empreendidos por missionários, no início, e também por militares, depois ) -, para a área do rio Negro e para o próprio vale do rio Branco, engajados como força de trabalho no extrativismo florestal .
A extração da balata foi filmada, em 1921, por Silvino Santos e Agesilau Araújo, para o clássico filme documentário No paiz das Amazonas, exibido na Exposição do Centenário da Independência, no Rio de Janeiro (1922), tendo sido apresentado, posteriormente, nas principais capitais do Brasil e da Europa e nos EUA . Na sinopse dessa película fílmica, consta: "(...) o filme retrata diversas formas de sobrevivência e trabalho na região: a pesca do peixe-boi e do pirarucu, a extração da balata e o preparo do látex, a extração da castanha e o preparo do guaraná (...)" .
A balata permite a produção artesanal de objetos semelhantes aos objetos de borracha, como bolas e sapatos, e lúdico-decorativos, miniaturizados . Grandes objetos de balata, como engrenagens de moinhos, apresentam a dureza necessária ao funcionamento desses engenhos . A balata é utilizada industrialmente na fabricação de correias de transmissão, planas ou trapezoidais, como ocorre com outros materiais utilizados na engenharia mecânico-industrial: borracha, couro, canvas (lona: tecido resistente de linho grosso) etc. .

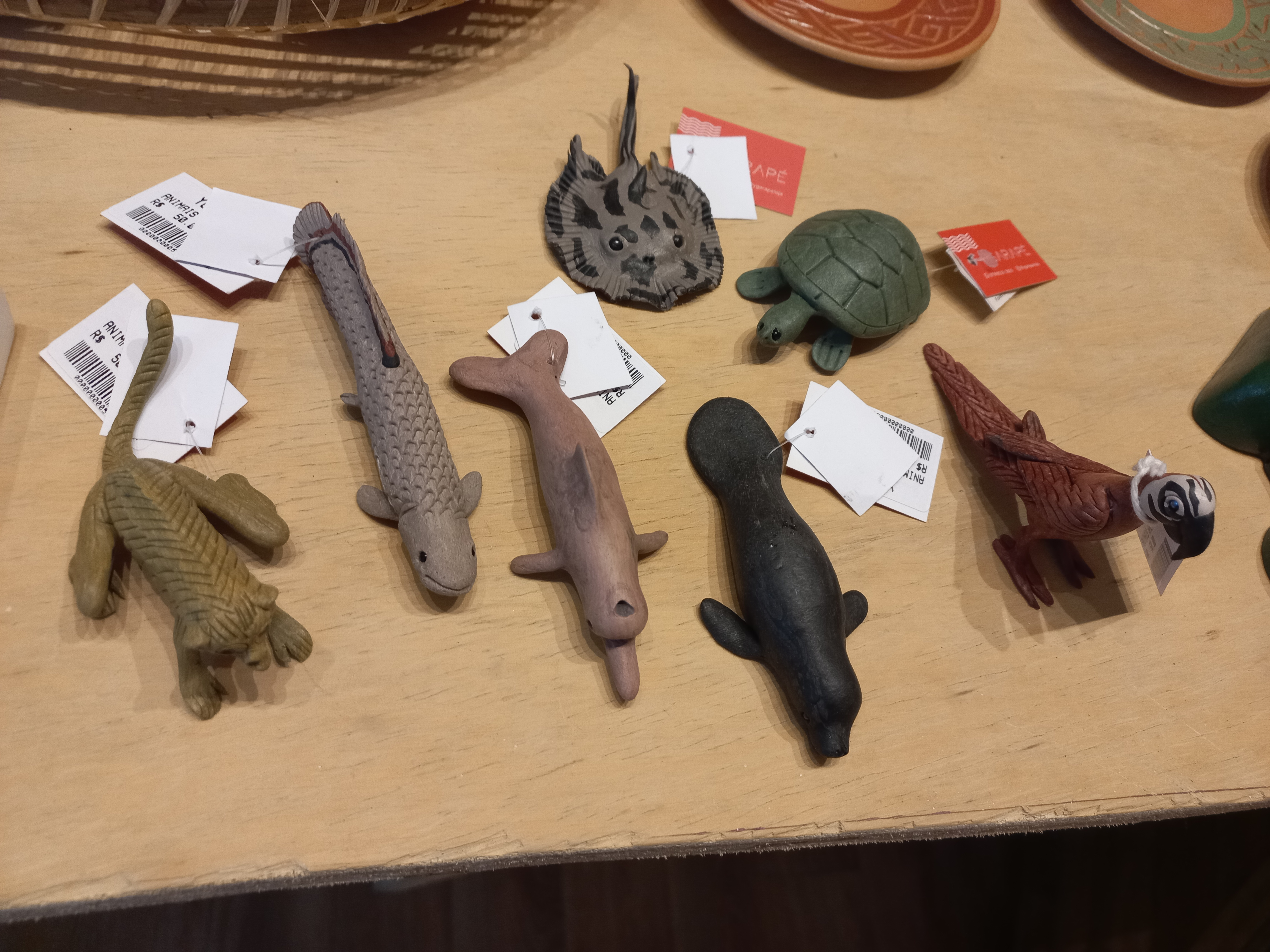
Animais feitos de balata, artesanato típico de Monte Alegre, Pará, Brasil

Os blocos desse látex são aquecidos em banho-maria no momento da confecção das peças artesanais, que, em sua forma final, apresentam textura semelhante ao couro. A cor dos objetos de balata vão desde o cinza-claro (miniaturas) ao marrom-avermelhado (urnas funerárias, indígenas). Peixes-bois em miniatura, de balata, são pintados de preto, enquanto botos, de cor rosa. Na atualidade, são moldados objetos como sapatos e galochas, por exemplo, como miniaturas de animais da fauna brasileira: o boto, o pirarucu, a tartaruga, o macaco, o cavalo, o boi, a cobra, o búfalo da Ilha de Marajó etc. .  No Mercado Municipal Adolpho Lisboa, construído no apogeu da Época Áurea da Borracha - que apresenta estrutura arquitetônica de ferro, oriunda da Inglaterra -, de Manaus, as esculturas que representam, em tamanho reduzido, índios, remos, canoas, ocas, malocas e animais são apreciadas por turistas e colecionadores de peças do artesanato amazônico .
O tecnologicamente avançado setor industrial da capital do Estado do Amazonas (Brasil) - o PIM - abriga um segmento de produção de eletro-eletrônicos. Nesse Pólo Industrial de Manaus (PIM, anteriormente denominado Distrito Industrial), há a Rua Balata, a confirmar a importância sócio-econômica do produto, no Estado do Amazonas .

## Dados científicos

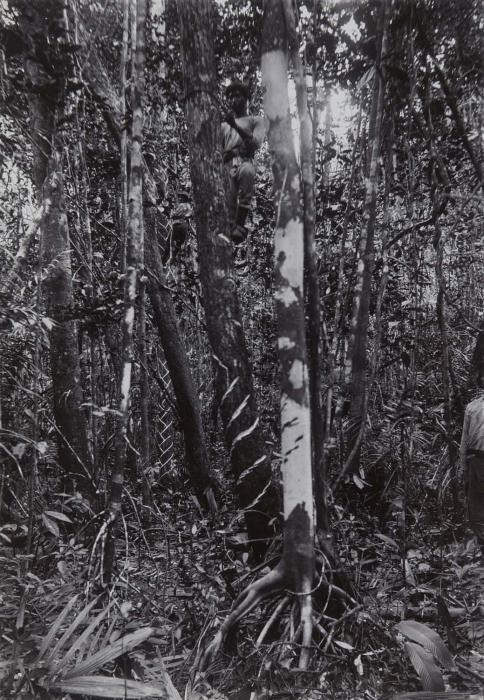
Tropenmuseum Royal Tropical Institute Número do Objeto 60006383 Fotografia de uma balateira (árvore da balata)

M. G. S. D. Magalhães, na tese de doutorado intitulada Amazônia Brasileira: do extrativismo vegetal na mesorregião sul de Roraima (Porto Alegre: PUC-RS, 2006), inclui a balata entre os quatro principais produtos da extração vegetal da região sul-roraimense: borracha (produto da seringueira, Hevea brasiliensis), castanha (amêndoa da castanheira, Bertholletia excelsa), balata (produto das árvores conhecidas como balateiras, Manilkara bidentata / Mimusopis amazonica) e sorva ou sorvinha (Couma utilis, MAGALHÃES, 2006: pp. 184 – 195) .
Não se deve confundir a verdadeira maçaranduba (Manilkara huberi) com a maparajuba (balata: Manilkara bidentata), que é uma subespécie da maçaranduba: "Manilkara huberi [maçaranduba verdadeira] é uma árvore com cerca de 40-50 m de altura. Ocorre geralmente nas regiões de terra firme da Amazônia de até 700 m de altitude. Dentre as espécies do gênero, Manilkara huberi é a mais conhecida e com a maior distribuição na Amazônia. Apesar de ser facilmente reconhecida devido às suas folhas grandes e amarelas na face abaxial, é frequentemente confundida com outras espécies do gênero devido à similaridade dos seus troncos" (Embrapa / Brasil) .
A balata é agrupada, comercialmente - pela indústria madeireira -, no grupo maçaranduba: "Os madeireiros geralmente agrupam sob o nome comercial maçaranduba várias espécies parecidas (M. huberi, M. paraensis, M. cavalcantei, M. bidentata spp. surinamensis), e as cortam da mesma forma. No entanto, cada uma tem a sua dinâmica de população (DAP máximo, relação crescimento/taxa de mortalidade específica, etc.), que tem papel crucial na reconstituição futura dos estoques exploráveis. Dentre estas espécies, M. huberi atinge o maior DAP, e por isso é a espécie mais interessante economicamente e consequentemente a mais explorada. Caso não haja a distinção clara entre as espécies nos inventários comerciais, depois de 30 anos é provável que não haja estoque de árvores grandes de maçaranduba, sendo que as remanescentes serão, em grande parte, M. bidentata ssp. surinamensis e M. paraensis, as quais atingem DAPs sempre menores que de M. huberi. Estudos em Paragominas, Pará, uma área intensamente explorada por madeira, mostram que isso está acontecendo lá" (idem). 
Por ser menos explorada no âmbito da indústria madeireira, a maparajuba (balata) encontra-se mais preservada do que as árvores da maçaranduba verdadeira, quando estas alcançam grande porte.